# The Singles (album de Goldfrapp)
Pour les articles homonymes, voir The Singles.
The Singles est une compilation du groupe Goldfrapp sortie le 3 février 2012.
Cette compilation contient douze singles répartis sur les cinq premiers albums du groupe, et deux inédits.

## Titres
| No  | Titre                               | Durée |
| --- | ----------------------------------- | ----- |
| 1.  | Ooh La La                           | 3:25  |
| 2.  | Number 1                            | 3:24  |
| 3.  | Strict Machine (Single Mix)         | 4:41  |
| 4.  | Lovely Head                         | 3:47  |
| 5.  | Utopia (Genetically Enriched)       | 3:50  |
| 6.  | A&E                                 | 3:18  |
| 7.  | Happiness (Single Version)          | 3:37  |
| 8.  | Train                               | 4:10  |
| 9.  | Ride a White Horse (Single Version) | 3:43  |
| 10. | Rocket                              | 3:51  |
| 11. | Believer                            | 3:44  |
| 12. | Black Cherry                        | 4:56  |
| 13. | Yellow Halo (inédit)                | 4:42  |
| 14. | Melancholy Sky (inédit)             | 4:27  |

### Provenance des titres
- Lovely Head et Utopia proviennent de Felt Mountain.
- Strict Machine, Train, et Black Cherry proviennent de Black Cherry.
- Ooh La La, Number 1, et Ride a White Horse proviennent de Supernature.
- A&E et Happiness proviennent de Seventh Tree.
- Rocket et Believer proviennent de Head First.
- Yellow Halo et Melancholy Sky sont des inédits.